# Gabe Dunn
Gabriel Shane Dunn (1 de junho de 1988) é um escritor, podcaster, ator e cineasta norte-americano. Desde 2014, Dunn apresenta o programa de comédia e podcast do YouTube Just Between Us com a ex-escritora do BuzzFeed, Allison Raskin. Dunn também apresenta o podcast Bad with Money, lançado em 2016 e que se concentra principalmente em finanças pessoais, ao mesmo tempo que discute assuntos como pobreza e opressão econômica.
Seu romance de estreia para jovens adultos, I Hate Everyone but You, em coautoria com Raskin, foi publicado em 2017 e entrou na lista dos mais vendidos do The New York Times. Dunn também publicou dois livros relacionados a finanças, bem como uma história em quadrinhos. Além disso, atuou como escritor, diretor e artista do BuzzFeed Video antes de saírem para se concentrar no Just Between Us.

## Educação
Dunn estudou no Emerson College em Boston, Massachusetts. Posteriormente, dedicou seus estudos em Jornalismo Multimídia, concluindo o curso em 2009.
Dunn começou a se apresentar durante seu primeiro ano na Emerson com o grupo de comédia Chocolate Cake City (CCC). Dunn queria fazer um teste para o CCC, mas estava com muito medo até que foi incentivado a aceitar a vaga de um ex-namorado que ficou doente no dia anterior e não pôde se apresentar. A audição foi bem-sucedida e, logo em seguida, tornou-se um dos membros da equipe. Na época, ser um bom escritor tinha um destaque maior do que ser apenas ator, e esse foi o diferencial para trabalhar no CCC, permitindo que Dunn fizesse as duas coisas, já que se esperava que os membros escrevessem e apresentassem seus próprios esquetes.
Durante seu segundo ano na Emerson College, Dunn começou uma temporada de dois anos como repórter policial para o The Boston Globe. Seu trabalho era realizado por volta das 18h30 às 2h30, usando um scanner da polícia para monitorar possíveis notícias e, em seguida, dirigindo até a cena do crime para escrever sobre a cena. Após o primeiro ano, Dunn trabalhou como estagiário no The Daily Show com Jon Stewart.

## Carreira

### 100 Interviews
Em outubro de 2010, Dunn criou o 100 Interviews, um blog do Tumblr no qual pretendia publicar transcrições de 100 entrevistas, dadas ao longo de um único ano, com diversas pessoas diferentes. Os entrevistados incluíram uma pessoa transgênero, um cientista aeroespacial e um especialista das histórias sobre Abraham Lincoln e Stephen Colbert. A inspiração inicial para o projeto surgiu do desejo pessoal de conhecer pessoas diferentes e ouvir suas histórias. No entanto, Dunn também queria oferecer aos leitores a oportunidade de "conhecer indiretamente pessoas" cujas vidas eram diferentes das suas.
Como 100 Interviews era um projeto independente, Dunn, às vezes, solicitava entrevistas com candidatos de maneiras não tradicionais e inesperadas. O autor de terror infantil RL Stine concordou em dar uma entrevista depois que Dunn o "twittou friamente" no Twitter. Depois de tentar e não conseguir entrevistar Colbert ao invadir um jantar de gala de dois mil dólares o prato, Dunn decidiu fazer perguntas a ele durante uma sessão de perguntas e respostas antes do show para o The Colbert Report. As tentativas de Dunn de obter maior exposição para o que o chamava de "jornalismo diário" foram inicialmente recebidas com rejeição. Dunn teve seu reconhecimento como um fator de sucesso no uso das redes sociais para autopromoção, particularmente através do Tumblr, o serviço de microblog e plataforma de aplicação web através do qual eles inicialmente autopublicaram suas entrevistas, e do Twitter.
Em dezembro de 2010, o The Village Voice nomeou 100 Interviews como o "Melhor Tumblr" em seu Web Awards anual. O editor de cultura do jornal The New York Times, Adam Sternbergh, também descobriu Dunn por meio do 100 Interviews e os convidou para escrever para o Times.

### Freelancer e redator
Dunn começou a escrever textos freelancer para publicações como Thought Catalog e GOOD. Em 2012, começou a escrever uma coluna regular no The New York Times intitulada "They're Famous! (On the Internet)", que perfilou várias personalidades da internet. Em 2013, Dunn foi redator da Thought Catalog. Uma coleção de seus ensaios para o Thought Catalog foi publicada sob o título Maybe In Another Universe em 2013.

### Atuação como escritor
Dunn escreveu seu romance de estreia, I Hate Everyone but You, com Allison Raskin e o publicou em 5 de setembro de 2017. O romance de ficção para jovens adultos acompanha dois calouros da faculdade e melhores amigos, e é contado por meio de e-mails e mensagens de texto trocados entre os dois. Entrou na lista dos mais vendidos do The New York Times em outubro do mesmo ano. Dunn e Raskin publicaram uma sequência em julho de 2019, intitulada Please Send Help.
Em janeiro de 2019, Dunn publicou Bad With Money: The Imperfect Art of Getting Your Financial Sh*t Together, um livro baseado no podcast. Em junho de 2022, foi publicado um segundo livro relacionado a finanças intitulado Stimulus Wreck: Rebuilding After a Financial Disaster.
Em outubro de 2019, Dunn publicou seu primeiro romance gráfico, Bury the Lede, ilustrada por Claire Roe e publicada pela BOOM! Studios. É um thriller policial queer que foi inspirado nas próprias experiências de Dunn trabalhando como jovem repórter no Boston Globe.

## YouTuber e podcasting
Dunn possui reconhecimento como membro do primeiro grupo de personalidades de vídeo do BuzzFeed Video. Dunn apareceu pela primeira vez nos vídeos do BuzzFeed como artista, posteriormente assumindo também responsabilidades como escritor e produtor. Em 2015, deixou o BuzzFeed para se concentrar em outros projetos, incluindo Just Between Us. Dunn era produtor da estação de rádio comunitária independente WFMU.

### Just Between Us
Em abril de 2014, Dunn criou um programa de variedades cômicas no YouTube com sua melhor amiga Allison Raskin chamado Just Between Us. Os dois interpretam personagens baseados neles mesmos: Dunn interpreta uma feminista bissexual e sex-positiva, em contraste com o personagem tenso, hétero e solteiro de Raskin. Ambos começaram dando conselhos amorosos e depois acrescentaram esquetes cômicos. O programa de aconselhamento, às vezes, conta com convidados, que no passado incluíam familiares e amigos próximos. Desde fevereiro de  2023, Just Between Us tinha cerca de 646 mil assinantes e mais de 178 milhões de visualizações no YouTube. Em março de 2019, Dunn e Raskin lançaram uma versão podcast do programa.

### Bad with Money
Em agosto de 2016, Dunn iniciou o podcast Bad with Money com a intenção de expor e analisar problemas financeiros que eles sentiam que não eram discutidos abertamente. O espaço do podcast era usado para discutir suas próprias experiências financeiras em relação a dívidas e suas carreiras, falar sobre sistemas financeiros sistemáticos em vigor que dificultam as finanças e dar conselhos. Entre os seus convidados estavam a consultora financeira Suze Orman e a jornalista da The New Yorker, Jane Mayer.

### Apocalypse Untreated
Em 2020, Dunn criou, escreveu e estrelou Apocalypse Untreated, um podcast de ficção pós-apocalíptica sobre adolescentes em uma clínica de reabilitação em áreas remotas e um programa para adolescentes problemáticos tentando sobreviver após a queda de um meteoro. O podcast foi co-escrito com Brittani Nichols e publicado pelo programa Audible Originals.

## Cinema e televisão
Dunn escreveu vários roteiros de filmes e vendeu vários episódios pilotos. Dunn interpretou a personagem recorrente Brie em Take My Wife, uma série de televisão que foi ao ar de 2016 a 2018. Em 2018, trabalhou como roteirista na sitcom animada da Netflix, Big Mouth.
Em dezembro de 2022, o curta-metragem de estreia de Dunn na direção, Grindr Baby, foi indicado para o Frameline Voices 2023, um programa com curadoria de curtas-metragens e conteúdo episódico que representa experiências exclusivas de pessoas e comunidades LGBTQ+.

## Vida pessoal
Dunn é não binário, mas usa tanto o pronome neutro They singular quanto o pronome pessoal de gênero (ele/dele). Dunn revelou em uma entrevista em 5 de julho de 2021 no podcast Gender Reveal, na qual disseram que estavam explorando seu gênero e provavelmente eram não binários. Foi dito que começaram a usar os pronomesdo inglês they/them, o que, posteriormente, confirmou-se como uma mudança permanente. Em janeiro de 2023, Dunn revelou nas redes sociais que seu nome foi alterado para Gabriel Shane ("Gabe").
Dunn se considera bissexual e poliamoroso. Sua religião é judaica. Além disso, Dunn tem transtorno bipolar, e têm esperança de ver o transtorno seja algo retratado com mais precisão na mídia, o que, de certa forma, motivou a criar o podcast Apocalypse Untreated.

## Obras publicadas
- 2013: Maybe In Another Universe (em inglês)
- 2017: I Hate Everyone but You (em inglês), com Allison Raskin
- 2019: Please Send Help (em inglês), com Allison Rasking
- 2019: Bad With Money: The Imperfect Art of Getting Your Financial Sh*t Together (em inglês)
- 2019: Bury the Lede (em inglês)
- 2022: Stimulus Wreck: Rebuilding After a Financial Disaster (em inglês)

## Filmografia
- 2023: Grindr Baby (em inglês)